# Чиказька надія
«Чиказька надія» (англ. Chicago Hope) — американська медична драма, створена Девідом Келлі. Прем'єра серіалу відбулася 18 вересня 1994 року на телеканалі CBS.

## Сюжет
У центрі сюжету життя двох друзів-лікарів — Джеффрі Гейджера (Менді Патінкін) і Аарона Шутта (Адам Аркін). Джеффрі Гейджер — хірург, дружина якого (Кім Грейст) страждає на психічне захворювання, внаслідок чого втопила їхнього новонародженого сина. Аарон Шутт — всесвітньо відомий нейрохірург і найкращий друг Гейджера. Доктор Деніел Ніланд (Томас Гібсон) — нерозбірливий у зв'язках хірург-травматолог. Доктор Кіт (Рокі Керролл) часто конфліктує з Ніландом і дружить із доктором Біллі Крогком (Пітер Берг), який вирізняється надмірною самовпевненістю. Талановитий кардіохірург Кейт Остін (Крістін Лахті) бореться з Гейджером за посаду завідувача хірургії і за право опіки — зі своїм колишнім чоловіком Томмі Вілметтом (Рон Сільвер). Для Гейджера і Шутта життя і здоров'я пацієнтів понад усе, через що вони нерідко вступають у протистояння з адміністрацією лікарні — керівником клініки Філіпом Вотерсом (Гектор Елізондо) і юристами Аланом Бірчем (Пітер Макнікол) та Стюартом Брікменом (Алан Розенберг).

## Створення фільму
За винятком деяких рідкісних натурних сцен, переважна більшість «Надії Чикаго» була знята на звукових сценах на студіях кінокомпанії Twentieth Century-Fox Film Corporation, розташованих у районі Сенчурі-Сіті в Лос-Анджелесі. 